# Le Saint-Gilles
Pour les articles homonymes, voir Saint-Gilles.
Le Saint-Gilles est une pièce d'artillerie fondue à Lyon vers 1507. Faite de bronze, elle a une masse de 2 032 kg.
Elle a été réalisée à la demande des Hospitaliers de Saint-Jean de Jérusalem pour assurer la défense de Rhodes. Le canon a été offert à Napoléon III par le sultan ottoman Abdülaziz en 1862.
Il  se distingue par un décor riche avec une culasse ornée d'une tête de lion.
Il est conservé au musée de l'Armée à Paris.

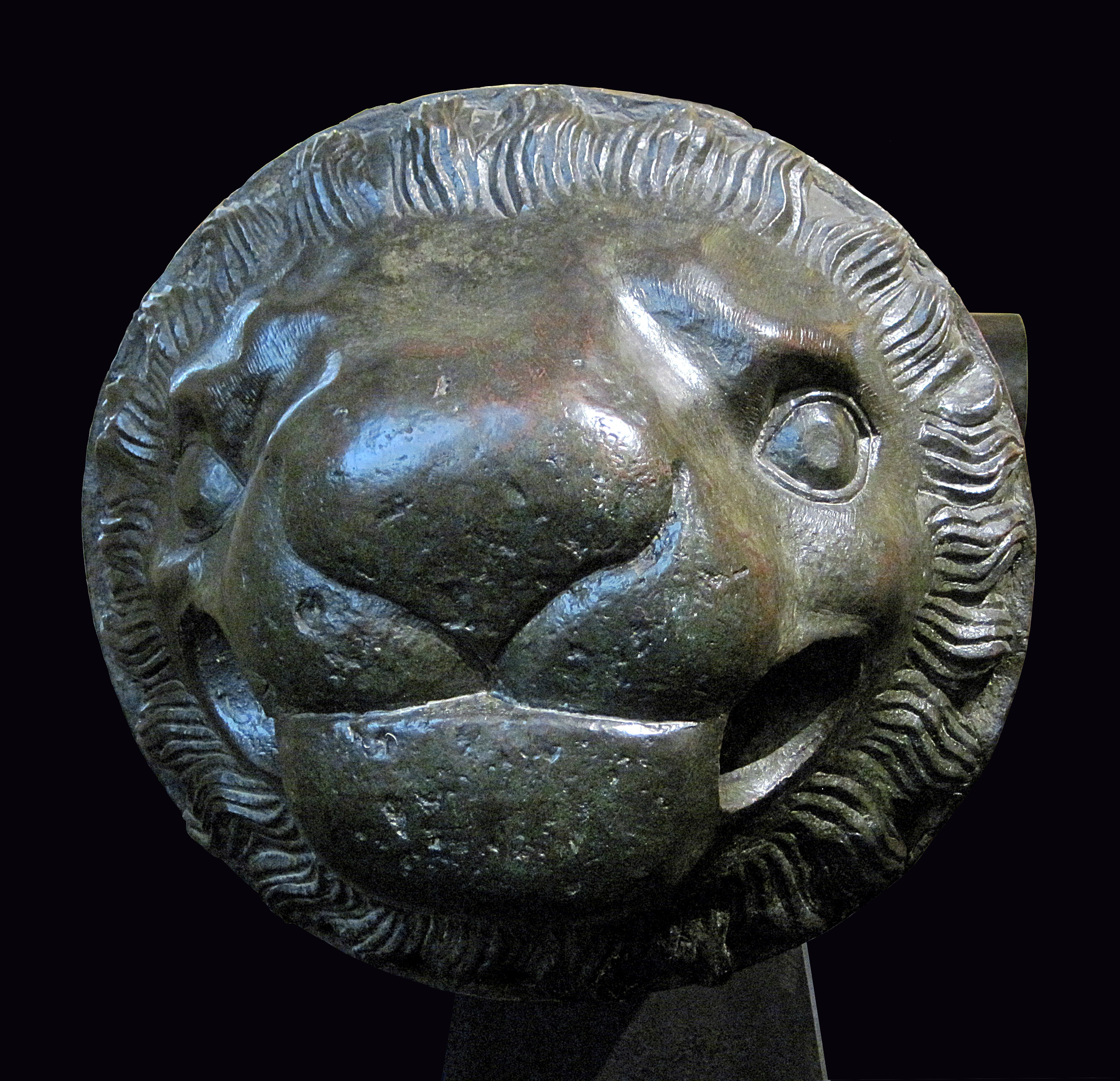
Détail de la culasse.